# Синтґунт

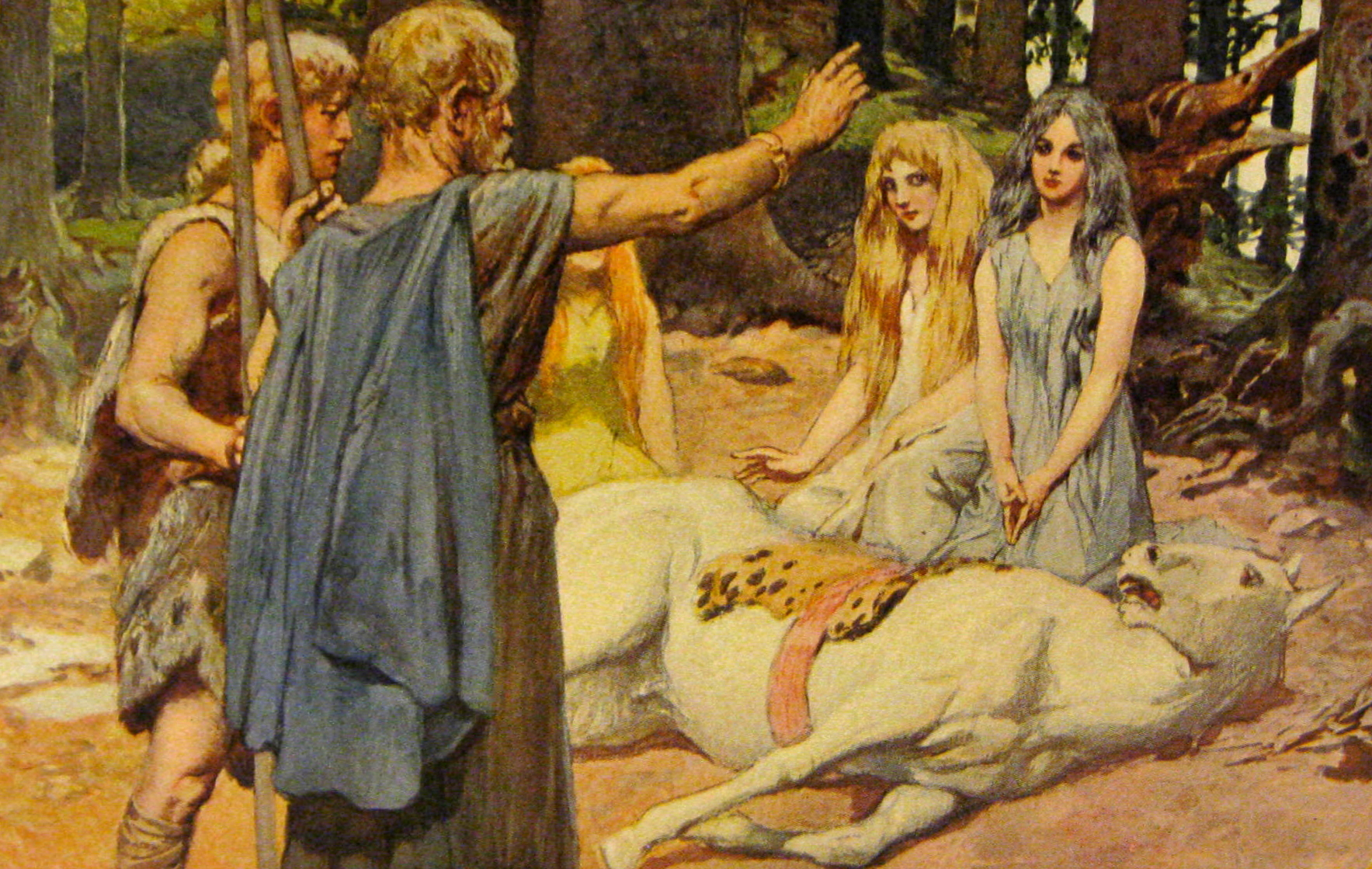
«Водан лікує коня Бальдера» (1905) Еміля Доплера

Синтґунт — фігура в німецькій міфології, засвідчена виключно в давньоверхньонімецькому «лікуванні конем» Мерзебурзького заклинання ІХ-Х століття. У заклинанні Синтґунт згадується як сестра персоніфікованого сонця, Сунна (чиє ім'я є алітерацією до Синтґунт). Обидві сестри згадуються як такі, що здійснюють чари, щоб зцілити коня Фола. Ця фігура також не засвідчена в інших джерелах. У тексті за ними йдуть Фрія та Уолла, також алітераційні та названі сестрами.
Оскільки Синтґунт не засвідчено, її значення в іншому випадку невідоме, але існують деякі наукові теорії про її роль у німецькій міфології, засновані на запропонованій етимології та потенційному значенні її розміщення в заклинанні.

## Заклинання
Заклинання зцілення коня описує Синтґунт як сестру Сунни:
| Phôl ende Wuodan fuorun zi holza. dû wart demo balderes folon sîn fuoz birenkit. thû biguol en Sinthgunt, Sunna era swister; thû biguol en Frîja, Folla era swister; thû biguol en Wuodan, sô hê wola conda: sôse bênrenki, sôse bluotrenki, sôse lidirenki: bên zi bêna, bluot zi bluoda, lid zi geliden, sôse gelîmida sîn. |  | Фол і Водан пішли до лісу. Там кінь Бальдера вивихнув собі ногу. Тоді його заклинала Синтґунт, сестра Сунни; Тоді його заклинала Фрія, сестра Фулли; Тоді його заклинав Вотан, який добре це вмів: Як пошкодження кістки, як кровотеча, як пошкодження зв’язок: Кістка до кістки, кров до крові, зв’язки до зв’язок — нехай зростеться, як склеєне. |

## Етимологія
Етимологія Sinthgunt неясна. В оригінальному рукописі Sinthgunt пишеться Sin ht gunt (курсив додано). У ХІХ столітті Софус Бугге суворо дотримувався цього прочитання, запропонувавши складну сполуку на основі германського *Sin-naχt-gund, тобто «той, що ходить вночі». В результаті зв'язку із Сунною, персоніфікованим сонцем, ця етимологія була витлумачена як посилання на місяць. Однак це читання спричинило проблеми; Місяць у німецькій міфології вважається чоловічим символом, прикладом чого є уособлення місяця у скандинавській міфології Мані, чоловічої фігури. За словами Сімека, в історичних літописах бракує доказів будь-якого культу персоніфікованих небесних тіл у стародавніх германських народів.
Шаффнер відкидає цю етимологію, як і Айхнер, тому що перший елемент Sinht- не може бути заснований на передбачуваному більш ранньому германському *sinχt-. Така германська форма утворила б давньоверхньонімецьке *sīht шляхом регулярних змін звуків. Змінене ім'я Sinthgunt передбачає протогерманську сполуку *Senþa-gunþjō, перший елемент означає «набіг, (військовий) похід», другий — «бій». Це тлумачення чудово підходить до інших давньоверхньонімецьких жіночих імен, таких як Sindhilt (від *Senþa-χilðijō, другий елемент якого також означає «бій», порівн. давньоскандинавське hilðr, давньоанглійське hild). Крім того, Сімек також згадує тлумачення «небесне тіло, зірка».

## Локалізація
Фігури Фулли (Uolla) і Фрігг (Friia) засвідчуються разом у пізніших давньоскандинавських джерелах (хоча не як сестри), і висуваються теорії про те, що Фулла колись могла бути аспектом Фрігг. Це уявлення призвело до теорії про те, що подібна ситуація могла існувати між фігурами Синтґунт та Сола, оскільки їх могли сприймати як аспекти однієї сутності, а не цілком окремі фігури. Подібним чином Вольфганг Бек аналізував її як підпорядковану богиню з оточення Сунни, свого роду «богиню ситуації», ґрунтуючись на її унікальній появі в джерелах.
У 19 столітті Фрідріх Кауфман зарахував Синтґунт до валькірій, оскільки в їхніх іменах часто зустрічаються елементи -gund і -hild. Стефан Шаффнер і Гайнер Айхнер нещодавно погодилися з ним, спираючись на статтю Гюнтера Мюллера про цілющі властивості валькірій.
Карл Гейм відкинув Кауфмана і об'єднав Синтґунт з Ідіс з першого Мерзебурзького заклинання, як особливо визначену групу германських богинь.